# Nazionale maschile under 17 di calcio della Costa d'Avorio
La nazionale di calcio ivoriana Under-17 è la rappresentativa calcistica Under-17 della Costa d'Avorio. La squadra partecipa al campionato africano di categoria, che si tiene ogni 2 anni.

## Partecipazioni ai mondiali Under-17
- 1985: Non qualificata
- 1987: Terzo posto
- 1989: Non qualificata
- 1991: Non qualificata
- 1993: Non qualificata
- 1995: Non qualificata
- 1997: Non qualificata
- 1999: Non qualificata
- 2001: Non qualificata
- 2003: Non qualificata
- 2005: Primo turno
- 2007: Non qualificata
- 2009: Non qualificata
- 2011: Ottavi di finale
- 2013: Quarti di finale
- 2015: Non qualificata
- 2017: Non qualificata
- 2019: Non qualificata

## Risultati in Coppa d'Africa Under-17
- 1995: Non qualificata
- 1997: Primo turno
- 1999: Non qualificata
- 2001: Non qualificata
- 2003: Non qualificata
- 2005: Terzo posto
- 2007: Non qualificata
- 2009: Non qualificata
- 2011: Quarto posto
- 2013: Campione
- 2015: Primo turno
- 2017: Non qualificata
- 2019: Non qualificata

## Palmarès
- Mondiali Under-17:

 1987
- Coppa d'Africa U-17:

 2005,
 2013